# Jan Basamania
Jan Basamania (ur. 12 kwietnia 1894 w Wysokiej Strzyżowskiej, zm. 7 kwietnia 1940 w Twerze) – polski policjant, przodownik Policji Państwowej, ofiara zbrodni katyńskiej. 

## Życiorys
Syn Walentego i Konstancji Król. 
Od 1919 pełnił służbę w Policji Państwowej. Służył na posterunku Policji Państwowej w Zbydniowie, a następnie prawdopodobnie w komendzie policji w Tarnobrzegu. We wrześniu 1939 r. komendant posterunku w Chmielowie.
Po wybuchu II wojny światowej ewakuował się na wschodnie tereny Polski, gdzie po agresji ZSRR w dniu 17 września 1939 r. został wzięty do niewoli. Więzień specjalnego obozu NKWD w Ostaszkowie. Skazany na śmierć i zabity w siedzibie NKWD w Kalininie (lista wywozowa L. 023/3 (94), 3298). Pochowany na Polskim Cmentarzu Wojennym w Miednoje. 
W dniu 5 października 2007 roku przodownik Jan Basamania został pośmiertnie awansowany przez prezydenta Lecha Kaczyńskiego wraz z innymi poległymi policjantami na stopień aspiranta Policji Państwowej. Jego nazwisko widnieje także na tablicy pamiątkowej odsłoniętej w dniu 28 lipca 2006 roku na budynku Komendy Miejskiej Policji w Tarnobrzegu.

## Odznaczenia
- Krzyż Kampanii Wrześniowej 1939 r. - 1 stycznia 1986 (pośmiertnie)[5]